# Mort Nathan
Mort Nathan (...) è uno sceneggiatore, produttore televisivo e regista statunitense, che ha partecipato alla produzione e alla sceneggiatura di Cuori senza età. Ha vinto due Emmy Awards, due Golden Globe ed un premio Writer's Guild of America Award. Fra gli altri, ha curato la regia di Boat Trip e Maial College 2.